# 1842年1月11日日食
1842年1月11日日食为一次在协调世界时1842年1月11日出現的日環食。該次日食食分為0.9151，食甚維持6分15秒。

## 概述
這次日食的食分是0.9151，環食維持6分15秒。

## 基本參數
- 類型：日環食
- 食甚資料：
  - 日期：1842年1月11日
  - 時間：16時25分41秒
  - 地點：76S 1E
  - 食分：0.9151
  - 日環食持續時間：6分15秒

## 外部連結
- NASA日食專頁（页面存档备份，存于）（英文）